# 市原由利子
市原 由利子（いちはら ゆりこ/Yuriko Ichihara）は、日本のフリーダイビング選手。フリーダイビングプール競技女子日本王者。スタティック・アプネア競技女子アジア記録及び日本記録保持者。ウンベルト・ペリッツァーリが主催するApnea Academy Internationalのフリーダイビングインストラクター。北海道室蘭市出身。通称、ゆりっぺ。別名、神由利子。ラッキーアイテムは、アザラシと東方神起。支援者はチームアザラシと呼ばれる。
2024年1月から、ギリシャのカーボンフィンブランドであるアルケミー社から器材の提供を受けるチームアルケミーのメンバーとなる。
関西地区で2024年2月9日放送の朝日放送「探偵！ナイトスクープ」において「大発見！？息を長く止める方法」の依頼に出演。この放送のダイジェスト版が「【日本記録】人間はどこまで息を止められるのか？」としてYouTubeで公開されている。
2025年6月25日〜7月3日に日本で初めて開催される34th AIDA Word Championship 2025 Wakayama(フリーダイビングプール世界選手権)の日本代表に、4種目全てで選出された。出場4種目のうち、DNF、STA、DYNの3種目はワイルドカード(前年世界ランキング10位までの選手に与えられる出場権)による選出である。なお、プール世界選手権日本代表選出は2015年から連続している。

## 記録
※2025年7月現在
- STA（スタティック・アプネア） - 7分52秒（日本記録・アジア記録）
- DYN（ダイナミック・アプネア・フィン有り） - 223m　＊2018年に日本人女子選手として初めて200m到達
- DYNB（ダイナミック・アプネア・バイフィン） - 204m
- DNF（ダイナミック・アプネア・フィン無し） - 163m

2023年6月に韓国の済州島で開催されたAIDA Pool World Championship 2023に日本代表として出場し、STA競技における女性の日本記録（自己記録、7分6秒）を5年ぶりに更新した（7分19秒）。この記録は同時に、AIDA（Apnea Internationale pour le Developpement del’ Apnea アプネア国際振興協会）が公認するContinental Record（アジア記録）である。
2024年6月にリトアニアのカウナスで開催されたAIDA Pool World Championship 2024に日本代表として出場し、2024年3月に和歌山市で開催された2024年フリーダイビングプール日本選手権で更新した自身の持つSTA競技における女性の日本記録（7分23秒）をさらに更新し、7分36秒の日本記録・アジア記録を樹立した。
2025年6月25日〜7月2日に和歌山市で開催されたAIDA Pool World Championship 2025に日本代表として全4種目に出場し、全ての競技でホワイトカードを獲得。DYNBでは自己ベストを1m更新、DYNでは自己ベスト記録タイ、また、STAでは自身の持つ日本記録およびアジア記録を16秒更新し(7分52秒)、世界3位/銅メダルを獲得した。さらに、全種目合計の総合順位で世界3位/銅メダルとなった（1位 Zsófia TörÖcsikハンガリー、2位 Heike Schwerdtner ドイツ)

## 大会記録
- 第18回ジャック・マイヨール・メモリアルカップ　フリーダイビング・インドアカップ in 館山2023 女子総合優勝[21][22]
- 2023年フリーダイビングプール日本選手権　女子総合優勝[23]
- 第2回PADIフリーダイビングカップ　女性の部第1位[24]
- AIDA Freediving Pool Games Japan 23-24シリーズ　女子チャンピオン[25]
- 2024年フリーダイビングプール日本選手権　女子総合優勝[26]
- AIDA Pool World Championship 2024 / カウナス(リトアニア)世界選手権　女子総合3位[27]
- 2024 CMAS 14th World Championship Freediving Indoor in Belgrade SENIOR 女子 STA２位[28]
- AIDA Freediving Pool Games Japan 24-25シリーズ　女子チャンピオン（3大会 全戦1位）2年連続シリーズチャンピオン[29]
- 2025年フリーダイビングプール日本選手権　女子総合優勝[30][31]
- AIDA Pool World Championship 2025 / 和歌山(日本)世界選手権　女子総合3位[32]